# Eastern European Volleyball Zonal Association
Eastern European Volleyball Zonal Association (EEVZA) är en av sex zonorganisationer inom Confédération Européenne de Volleyball (volleybollförbundet för Europa). Organisationen bildades 2005 och har sitt säte i Jūrmala, Lettland. Organisationen organiserar  landskampsturneringar i volleyboll på juniornivå (U20 dam och herr samt U18 dam och herr till sist U16 flickor och pojkar). Den organiserar också landskampsturneringar i beachvolley både på senior- och juniornivå.

## Medlemmar[2]
- Armenien (dam, herr)
- Azerbajdzjan (dam, herr)
- Belarus (dam, herr)
- Estland (dam, herr)
- Georgien (dam, herr)
- Lettland (dam, herr)
- Litauen (dam, herr)
- Polen (dam, herr)
- Ryssland (dam, herr)
- Ukraina (dam, herr)